# Hawa Abdi
Hawa Abdi Dhiblawe (in somalo Xaawo Cabdi, in arabo حواء عبدي‎?; Mogadiscio, 17 maggio 1947 – Mogadiscio, 5 agosto 2020) è stata un medico e attivista dei diritti umani somala, fondatrice e presidente del Dr. Hawa Abdi Foundation (DHAF), un'organizzazione no profit che ha aiutato migliaia di persone in Somalia.

## Biografia
Abdi era nata a Mogadiscio, all'epoca Somalia italiana,  e ha vissuto nella Somalia centro-meridionale. Sua madre morì quando lei aveva 12 anni. Abdi da allora in poi si era occupata della famiglia, inclusa la crescita delle sue quattro sorelle più giovani. Suo padre era un professionista che lavorava nel porto della capitale.
Aveva frequentato le scuole elementari, medie e secondarie locali. Nel 1964 ricevette una borsa di studio dal Comitato delle donne dell'Unione Sovietica. Successivamente Abdi ha studiato medicina presso un istituto medico di Kiev, laureandosi nel 1971. L'anno successivo, ha iniziato gli studi di giurisprudenza presso la Somali National University di Mogadiscio.  Praticava medicina durante la mattinata e lavorava per la laurea in giurisprudenza nel tempo libero, conseguendola infine nel 1979.
Quando Abdi aveva dodici anni, contrasse un matrimonio forzato con un uomo significativamente più anziano che era un agente di polizia. Il matrimonio programmato, di breve durata, terminò prima che lei lasciasse la Somalia per Mosca e Kiev. Durante i suoi anni in URSS, incontrò Aden Mohammed, un compagno di studi somalo. Si sposarono nel 1973.

## Carriera

### Organizzazione per lo sviluppo della salute rurale
Nel 1983, Abdi aprì l'Organizzazione per lo sviluppo della salute rurale (RHDO) su un terreno di proprietà familiare nella regione meridionale del Lower Shebelle. Iniziò come una clinica con una sola stanza che offriva servizi ostetrici gratuiti a circa 24 donne rurali al giorno, e successivamente divenne un ospedale da 400 posti letto.
Quando scoppiò la guerra civile in Somalia all'inizio degli anni novanta, Abdi rimase per volere di sua nonna, che le aveva consigliato di usare le sue qualifiche per assistere i più vulnerabili. Successivamente fondò una nuova clinica e scuola per sfollati e orfani.
La RHDO è stata ribattezzata Dr. Hawa Abdi Foundation (DHAF) nel 2007. Si è gradualmente ampliata per includere un campo di soccorso, che durante la siccità del 2011 ha ospitato 90.000 persone sui 1.300 acri che circondano l'ospedale di Abdi.
Due anni prima, al culmine dell'insurrezione islamista nel sud della Somalia, i militanti avevano assediato il complesso e tentato di costringere Abdi a chiuderlo. Lei mantenne la sua posizione e i ribelli se ne andarono entro una settimana, a seguito delle pressioni dei residenti locali, delle Nazioni Unite e di altri gruppi di difesa.  I militanti islamici presero nuovamente d'assalto l'area nel febbraio 2012, portando Abdi a sospendere temporaneamente i servizi.

### Fondazione Dr. Hawa Abdi
Abdi è morta il 5 agosto 2020, nella sua casa di Mogadiscio. Aveva 73 anni; non è stata specificata alcuna causa di morte.

## Vita privata
Nel 1973 Abdi sposò Aden e due anni dopo diede alla luce il primo figlio. La coppia ebbe tre figli: Deqo, Amina e Ahmed. Ahmed è morto in un incidente automobilistico nel 2005 ad Hargeisa, mentre era in visita a suo padre che da allora si era separato da Abdi. Sia Deqo che Amina divennero medici.